# Verwaltungsgemeinschaft Stolberg/Harz
In der Verwaltungsgemeinschaft Stolberg/Harz hatten sich die Gemeinden Breitenstein, Rottleberode, Hayn (Harz), Schwenda und Uftrungen sowie die Stadt Stolberg (Harz) im Landkreis Sangerhausen in Sachsen-Anhalt zusammengeschlossen. Am 1. Januar 2005 wurde sie mit der Verwaltungsgemeinschaft Roßla sowie den Gemeinden Breitenbach, Großleinungen und Wolfsberg aus der Verwaltungsgemeinschaft Südharz zur neuen Verwaltungsgemeinschaft Roßla-Südharz zusammengeschlossen.